# Renaissance Man
Renaissance Man is een Amerikaanse komische film uit 1994, geregisseerd door Penny Marshall met in de hoofdrollen onder meer Danny DeVito en Gregory Hines.
De film was weinig succesvol en werd daarom een paar maanden later opnieuw uitgebracht, maar dan gemarket als dramafilm en onder de titel By the Book.

## Verhaal
De gescheiden reclameman Bill Rago (Danny DeVito) wordt ontslagen en krijgt via een uitzendbureau een tijdelijke baan als leerkracht op de legerbasis Fort McClane. Zijn opdracht daar bestaat eruit om de leesvaardigheid en het Engels van een aantal slecht presterende rekruten te verbeteren.
De meeste leerlingen komen uit sociaal zwakke milieus en Rago slaagt erin het begin niet in hen te motiveren. Als hij toevallig uit Shakespeares toneelstuk Hamlet citeert, is hun interesse plots gewekt. De keiharde sergeant Cass (Gregory Hines) heeft echter weinig waardering voor Rago's methoden.

## Rolverdeling
| Acteur              | Personage            | Opmerkingen                                           |
| ------------------- | -------------------- | ----------------------------------------------------- |
| Danny DeVito        | Bill Rago            |                                                       |
| Gregory Hines       | sergeant Cass        |                                                       |
| James Remar         | kapitein Tom Murdoch |                                                       |
| Alanna Ubach        | Emily Rago           | Bills dochter                                         |
| Ed Begley jr.       | Jack Markin          | (voormalig) zakenpartner van Bill in de reclamewereld |
| Lillo Brancato, Jr. | Donnie Benitez       | leerling van Bill                                     |
| Stacey Dash         | Miranda Myers        | leerlinge van Bill                                    |
| Kadeem Hardison     | Jamaal Montgomery    | leerling van Bill                                     |
| Richard T. Jones    | Jackson Leroy        | leerling van Bill                                     |
| Khalil Kain         | Roosevelt Hobbs      | leerling van Bill                                     |
| Peter Simmons       | Brian Davis, Jr.     | leerling van Bill                                     |
| Gregory Sporleder   | Melvin Melvin        | leerling van Bill                                     |
| Mark Wahlberg       | Tommie Lee Haywood   | leerling van Bill                                     |

## Productie
De scènes op de legerbasis zijn gefilmd op een echt bestaande basis, Fort Jackson in Columbia (South Carolina).

### Filmmuziek
De muziek voor Renaissance Man werd gecomponeerd door Hans Zimmer.